# Пацолли, Бехджет Иса
Бехджет Иса Пацолли (алб. Behgjet Isa Pacolli, произношение по-албански: [bɛhˈɟɛt päˈt͡so:ɫɪ]; род. 30 августа 1951) — бывший президент Республики Косово, первый заместитель премьер-министра в кабинете Хашима Тачи, в котором он состоял до формирования нового правительства 9 декабря 2014 года, министр иностранных дел в правительстве Рамуша Харадиная с 9 сентября 2017 года. Пацолли является одним из сигнатариев Провозглашения независимости Косово 2008 года.
30 марта 2011 года Конституционный суд Косово объявил, что его избрание Президентом осуществлено с нарушением конституции и что он перестает быть Президентом Республики Косово с немедленным вступлением такого решения в силу. Пацолли подтвердил, что он уважает решение Конституционного суда Косово и подаст в отставку: он покинул свой пост 30 марта 2011 года.
Президент и исполнительный директор швейцарской строительной и проектной компании «Мабетекс Груп». Президент третьей крупнейшей политической партии в Косово под названием Новый косовский альянс. За последние[какие?] четыре года участвовал в косовской политической жизни. Представляется,[кем?] что он является самым богатым этническим албанцем в мире.
Был вторым ребёнком в большой семье из 10 детей. Вырос в сельской местности и в бедности. Эмигрировал в Западную Европу в поисках работы. Работал в австрийской компании,[какой?] как торговый представитель по взаимоотношениям с Югославией, Болгарией, Польшей и Россией. Через два года переехал в Швейцарию и поступил на работу в швейцарскую компанию,[какую?] с директором которой он познакомился в Москве.

## Ранние годы и биография
Отец Иса, мать Назмие Пацолли. Косовский албанец по национальности, обладая также швейцарским гражданством. В 1970-х годах эмигрировал сначала в Гамбург (Западную Германию), где получил степень бакалавра экономики со специализацией по маркетингу и менеджменту. В 1974 году завершил военную службу в Югославской армии и вернулся в Косово. В 1976 году Пацолли переехал в Швейцарию, где стал одним из ведущих менеджеров компании «Интерпластика» (Interplastica), инжиниринговой компании, работавшей в странах Советского блока.
В 1990 году вместе с партнёром Хильми Клаппия основал фирму «Мабетекс Проджект Инжиниринг» (Mabetex Project Management), представляющую собой строительную компанию с официальным адресом в Лугано (Швейцария), которая впоследствии была преобразована в крупный деловой концерн под названием «Мабетекс Груп» (Mabetex Group). В сферу деятельности этого концерна входит такие направления деятельности как страхование, СМИ, строительство и многое другое.

## Международные проекты

### Россия

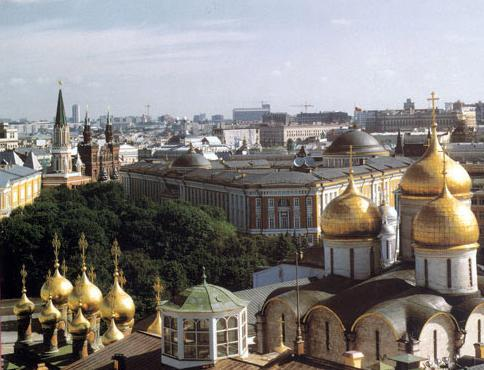
Группа Пацолли известна тем, что произвела масштабную реставрацию Московского кремля с широким использованием сусального золота и других драгоценных материалов.

В 1992 году, выполняя проекты в Якутии (Россия), Пацолли тесно сотрудничал с мэром города Якутска Павлом Бородиным. После того как Бородин стал Управляющим делами Президента России, «Мабетексу» было присвоено несколько крупных проектов по реконструкции, обновлению и восстановлению Российского федерального собрания, Российской оперы, Государственной думы и Московского кремля. Мабетекс также построил первый люксовый отель новейшей российской эпохи под названием Swiss Diamond Hotel. В 1998 году Генеральный прокурор России Юрий Скуратов открыл расследование против «Мабетекс» с обвинением во взятках. Это дело было прекращено после того, как прокурор покинул свой пост, обвинив Пацолли в личном подкупе членов семьи Президента России Бориса Ельцина. В связи с этим в 2000 году Пацолли подал на Скуратова в Российский суд за клевету. Пацолли выиграл дело, и Скуратову присудили выплатить один миллион российских рублей в качестве возмещения за нанесённый ущерб.

### Казахстан
Компания «Мабетекс» ныне[уточнить] работает в Казахстане, где она выполняет важную[уточнить] роль в строительстве новой столицы Астаны, включая Президентский дворец. Одним из самых значительных достижений компании «Мабетекс» в Казахстане стало преобразование резиденции Президента Казахстана. Здание было перестроено в роскошную президентскую резиденцию, которая восхищает иностранных почётных гостей и является рабочей резиденцией Президента Казахстана Нурсултана Назарбаева. Располагаясь на левом берегу реки Ишим, эта резиденция сочетает классическую и современную архитектуру с казахскими этническими элементами. Президентская резиденция является частью комплекса современных административных зданий в новом центре города, призванного символизировать новый облик государства Казахстан. Группа «Мабетекс» является самым крупным застройщиком в строительном секторе Казахстана, так как ею было построено около 40 % зданий в Новом Нур-Султане. Одним из последних[уточнить] проектов является строительство нового Театра оперы и балета «Астана Опера», являющегося самым крупным оперным зданием в Центральной Азии (официальное открытие Театра состоялось 21 июня 2013 года).

Группа «Мабетекс» также построила Президентский комплекс в новой столице Казахстана Астане, площадью более миллиона квадратных метров.

«Мабетекс» был главным подрядчиком и строителем здания Центрального концертного зала «Казахстан».

### Италия
В Италии группа «Мабетекс» участвовала в разработке проекта восстановления после пожара оперного театра «Ла Фениче» в Венеции.

### Узбекистан
В Ташкенте, столице Узбекистана, группа «Мабетекс» построила отмеченный наградами хокимият (администрацию). Автором проекта был бывший акционер и партнёр Пацолли Хильми Клаппия.

## Политика
17 марта 2006 года Пацолли основал политическую партию новый косовский альянс (AKR), которая на парламентских выборах 2007 года заняла третье место. Во время выборов он объявил о том, что его личное состояние составляет 420 миллионов евро. Пацолли стал депутатом Ассамблеи Косово и членом Финансово-бюджетного комитета Косово. С приходом Пацолли в политику, от него много ожидают как от политического деятеля, активно способствующего экономическому развитию Косово.
Начиная с 2004 года, Бехджет Пацолли защищает и продвигает косовские интересы во многих международных институтах и группах поддержки, призывая иностранные правительства, институты и международные агентства поддерживать полную независимость и признание Косово. Пацолли является международным советником американского Центра стратегических и международных исследований CSIS. После объявление независимости Косово в феврале 2007 года, Пацолли проводил активную работу во многих странах, призывая их признать Косово независимым государством, и продолжает эту деятельность поныне. Пацолли осуществляет лоббирование косовских интересов во всем мире, встречаясь с лидерами различных стран и убеждая их признать независимость Косово.
Начиная с 2011 года, Бехджет Пацолли занимает[уточнить] пост первого заместителя премьер-министра Косова с мандатом по признанию государственности и привлечению иностранных инвестиций, выполняя эту работу с неустанной энергией и изобретательностью. Работа включает в себя сотрудничество с Африканскими странами, мировыми влиятельными державами, а также создание институционных и законодательных основ для привлечения иностранных инвестиций за счёт создания среды, благоприятствующей бизнесу. Таковы основные два направления, намеченные уже в первые месяцы деятельности Пацолли на новом посту. Работа осуществляется на основании детальной рабочей программы, разработанной первым заместителем премьер-министра.

### Президентство Косово

Печать Президента Косово

22 февраля 2011 года Беджет Паколли был избран президентом Косово, в рамках соглашения о разделении полномочий с Хашимом Тачи. В тот же день парламент республики Косово назначил Пацолли президентом Республики Косово. Позднее Пацолли подал в отставку после того, как Конституционный суд вынес постановление о том, что «решение Ассамблеи Республики Косово № 04-V-04 по избранию президента Республики Косово от 22 февраля 2011 г. было неконституционным и теряет силу с даты опубликования данного постановления согласно статье 116.3 Конституции — ибо исходное решение противоречило требованиям статьи 86 Конституции Республики Косово и отражённым в ней демократическим принципам». Пацолли объявил о том, что будет баллотироваться на пост президента на следующих выборах. Позднее он согласился с выбором Атифете Ахьяга, выполняющей функции действующего президента до 2012 года, когда конституционная реформа потребует новых прямых президентских выборов. Ожидается, что Пацолли выставит свою кандидатура на выборах 2012 года.

## Личная жизнь
Пацолли был женат с 1999 по 2002 год на итало-албанской певице Анне Оксе. До этого он сожительствовал со словенской и затем с австрийской женщиной. В настоящий момент[какой?] он женат на россиянке Марии (Маше) Пацолли (в девичестве Сичкова) и является отцом сына и четырёх дочерей.
В 2004 году три работника Организации Объединённых Наций были взяты заложниками в Кабуле — Аннет Фланниган, Анджелито Найана и Шкипе Хебиби, причём последний не имел никого, кто мог бы за него заступиться. Бехджет Пацолли поехал в Афганистан и в течение месяца работал для спасения жизни заложников, обеспечив их освобождение.

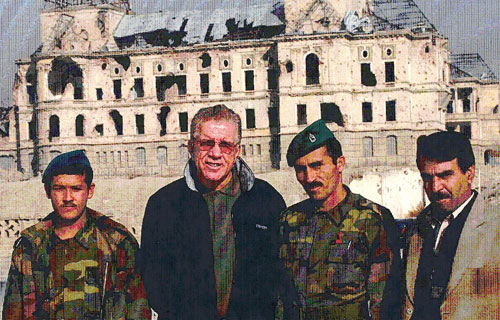
Господин Пацолли получил международное признание за работу по освобождению заложников ООН, захваченных в Афганистане

Через два года аналогичная история произошла с итальянским гражданином Габиреле Торселло, который тоже был похищен в Афганистане. Итальянские секретные службы попросили Бехджета Пацолли провести переговоры по его освобождению: переговоры и на этот раз окончились освобождением заложника.
В 1993 году основал фонд «Дети Сахи» для предоставления медицинского обслуживания, образования и отдыха для нуждающихся детей.

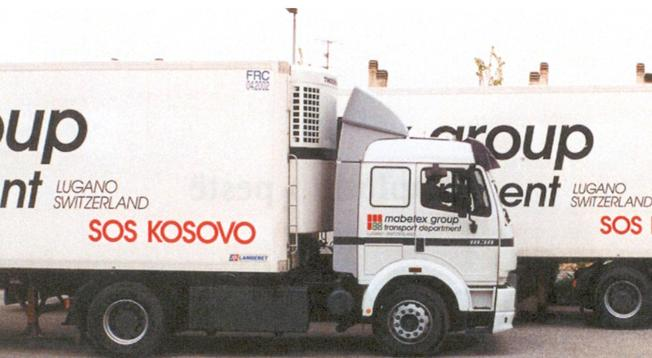
Компания «Мабетекс» направила собственными силами с помощью своих служащих много тонн предметов первой необходимости в лагеря беженцев в Албании, а также помогала другим организациям из Италии и Швейцарии направлять гуманитарную помощь посредством грузовиков «Мабетекса».

После окончания войны на Балканах, Пацолли организовал в городе Лугано [American University in Kosovo «Фонд по организации и реконструкции Косово»] (FORK), являющийся одним из важнейших каналов оказания помощи Косово. В рамках осуществления своих проектов во всем мире, Пацолли устроил на работу несколько тысяч косовских албанцев, представляя им как место проживания, так и пропитание и школьное образование для их семей.
Создан гуманитарный фонд «Бехджет Пацолли», финансирующий Американский университет в Косово (Приштина), открытый для косовских студентов и для студентов со всего мира.
Осуществляет финансовую поддержку Фонда развития Юго-восточной Европы, а также является международным советником американского Центра стратегических и международных исследований CSIS.
В июле 2010 года Международный союз мира наградил Пацолли особой премией «кавалер мира».

### Почётные звания и награды
- почётный диплом Технологического университета Рочестера
- Honors of TMK
- Либерия: звание почётного дипломата страны Либерия
- Албания: почётный гражданин городов Лежа и Корча
- Почётный доктор от Европейского университета Тираны
- Албания: 21 марта 2011 г. вручение ключей города Тираны по случаю государственного визита в Албанию[33]
- Премия мира Гузи (Филиппины)[34]
- Казахстан: Почётный гражданин города Нур-Султан
- Казахстан: 2020 (3 декабря) — Орден «Достык» 1 степени[35]